# Pucciniastrum sparsum

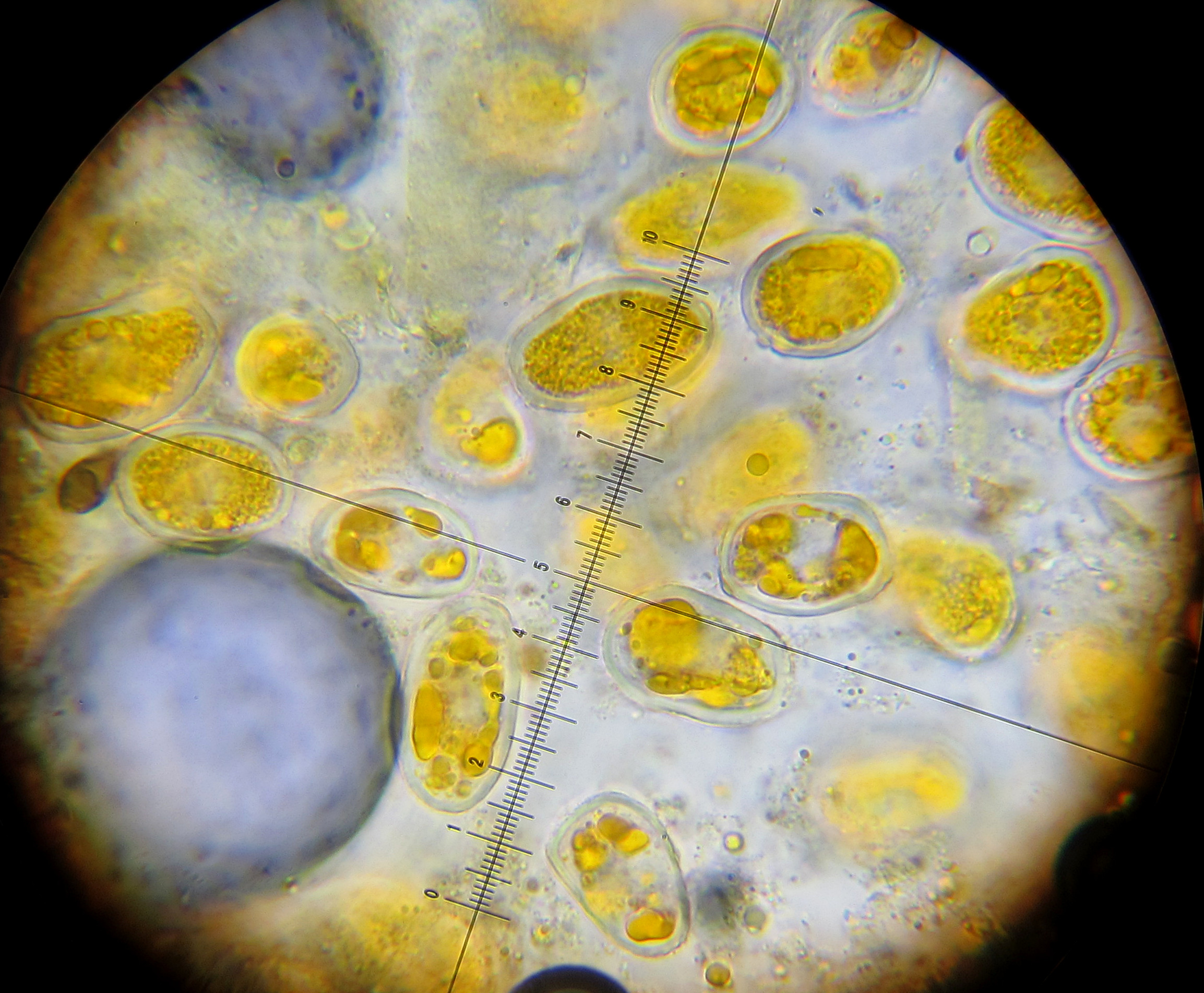
Zarodniki

Pucciniastrum sparsum (G. Winter) E. Fisch. – gatunek grzybów z typu rdzowców (Pucciniales). Grzyb mikroskopijny pasożytujący na świerku pospolitym i mącznicach.

## Systematyka i nazewnictwo
Pozycja w klasyfikacji według Index Fungorum: Pucciniastrum, Pucciniastraceae, Pucciniales, Incertae sedis, Pucciniomycetes, Pucciniomycotina, Basidiomycota, Fungi.
Po raz pierwszy zdiagnozował go w 1881 r. Heinrich Georg Winter, nadając mu nazwę Melampsora sparsa. Obecną, uznaną przez Index Fungorum, nazwę nadał mu Eduard Fisch w 1904 r.
Synonimy:
- Melampsora sparsa G. Winter 1881
- Thekopsora sparsa (G. Winter) Magnus 1905

## Cykl życiowy i morfologia
Jest to pasożyt dwudomowy i rdza pełnocyklowa, wytwarzająca wszystkie typowe dla rdzowców rodzaje zarodników. Na świerku pospolitym (Picea abies) powstają spermogonia i ecja (świerk jest żywicielem ecjalnym), na roślinach z rodzaju mącznica (Arctostaphylos) uredinia i telia (są to żywiciele telialni).
Spermogonia i ecja powstają pod skórką liści. Ecja pomarańczowe, w rzędzie na igłach świerka, które w miejscu ich występowania ulegają chlorozie. Ecjospory pomarańczowe, o rozmiarach 21–32 × 18–25 μm, gęsto brodawkowane, z wyjątkiem jednej wąskiej gładkiej strefy. Uredinia na dolnej stronie liści modrzewnicy. Znajdują się pod naskórkiem liści, który pełni rolę ściany. Po dojrzeniu urediniospor naskórek pęka i urediniospory wydostają się na zewnątrz. W miejscu występowania urediniospor na skórce liścia powstają plamki o barwie od żółtej do czerwonej. Urediniospory cienkościenne, o powierzchni z rzadko rozmieszczonymi kolcami. Teliospory powstają w rzędach pod kutykulą.

## Występowanie
Jest monofagiem w stosunku do żywicieli ecjalnych i telialnych. Spermogonia i ecja obserwowano tylko na świerku pospolitym, uredinia i telia na dwóch gatunkach mącznic: mącznica lekarska (Arcyostaphylos uva-ursi) i Arctostaphylos alpinus. W piśmiennictwie polskim do 2003 r. podano dwa przypadki występowania tego patogena na mącznicy lekarskiej.